# Adam Wodnicki (pianista)
Adam Juliusz Wodnicki (ur. 22 grudnia 1951 w Przemyślu) – polski pianista, pedagog artystyczny.

## Życiorys
Absolwent krakowskiej Akademii Muzycznej w klasie Jana Hoffmana, studiował również u Guido Agostiego w Sienie oraz u Györgya Sebőka w Indiana University w Bloomington. W latach 1973–1977 był asystentem, a następnie adiunktem na macierzystej uczelni. W 1979 na zaproszenie University of Texas w Austin uczył w tamtejszej School of Music. Od 1980 wykłada w University of North Texas College of Music w Denton, gdzie jest profesorem fortepianu.
Z jego międzynarodową działalnością koncertową łączą się kursy mistrzowskie – zajęcia prowadził m.in. w Central Conservatory w Pekinie, University of Pretoria w Republice Południowej Afryki. Pełni funkcję dyrektora Międzynarodowego Kursu Pianistycznego w Pradze (obecnie w Warnie w Bułgarii). Był jurorem międzynarodowych konkursów pianistycznych, m.in. w Hongkongu, Los Angeles i Kolumbii. Był redaktorem wykonawczym pierwszego wydania Dzieł wszystkich Ignacego Jana Paderewskiego, wydanego przez Musica Iagellonica w Krakowie.
Wielokrotnie nagradzany na krajowych konkursach Towarzystwa im. Fryderyka Chopina w Warszawie, jest także laureatem nagród VIII Festiwalu Pianistyki Polskiej w Słupsku. Odznaczony przez ministra kultury i dziedzictwa narodowego Brązowym Medalem „Zasłużony Kulturze Gloria Artis” (2014). Laureat Złotej Sowy w dziedzinie muzyki (2015).